# 網紋擬雀鯛
網紋擬雀鯛，為鱸形目鱸亞目擬雀鯛科的其中一種，為熱帶海水魚，分布於東印度洋澳洲西部海域，深度可達80公尺，本魚體延長而側扁，體長可達5.1公分，棲息在大陸坡，生活習性不明。

## 擴展閱讀
維基物種上的相關：網紋擬雀鯛